# جين سكوت (تنس)
جين سكوت (بالإنجليزية: Gene Scott) مواليد 28 ديسمبر 1937 في نيويورك - الوفاة 20 مارس 2006، كان لاعب كرة مضرب أمريكي بدأ مسيرته كمحترف سنة 1968 وكان يلعب باليد اليمنى، اعتزل اللعب في 1975. أعلى تصنيف له في الفردي كان المركز الـ 11 في سنة 1965.

## روابط خارجية
- جين سكوت على موقع رابطة محترفي التنس (الإنجليزية)
- جين سكوت على موقع الاتحاد الدولي لكرة المضرب (الإنجليزية)
- جين سكوت على موقع كأس ديفيز (الإنجليزية)
- جين سكوت على موقع قاعة مشاهير كرة المضرب الدولية (الإنجليزية)
- جين سكوت على موقع خلاصة التنس.كوم (الإنجليزية)